# Sur les traces de Black Eskimo
Albums de Les Georges Leningrad
Deux Hot Dogs Moutarde Chou Supa Doopa Remix
Sur les Traces de Black Eskimo est le deuxième album du groupe Les Georges Leningrad paru sur Alien8 Recordings le 28 septembre 2004.

## Liste de morceaux
1. Missing Gary – 4:28
2. Sponsorships – 3:15
3. Black Eskimo – 3:06
4. Nebraska's Valentine – 3:25
5. Umiarjuaq – 2:23
6. Wunderkind #2 – 2:27
7. Supa Doopa – 3:47
8. St. Mary's Memorial Hall – 4:59
9. Pekin Pekin – 2:40
10. Richard – 0:55
11. Fifi F. – 3:21
12. Comment te dire adieu[1] – 3:59